# Sabiñánigo Alto
Sabiñánigo Alto (aragonesisch: Samianigo Alto) ist ein spanischer Ort im Pyrenäenvorland. Er liegt in der Provinz Huesca der Autonomen Gemeinschaft Aragonien und gehört zur Gemeinde Sabiñánigo.

## Geographie
Der Ort liegt etwa einen Kilometer (Luftlinie) südwestlich von Sabiñánigo im Val Estrecha. Er hatte im Jahr 2015 51 Einwohner.

## Geschichte
Sabiñánigo Alto bildet zusammen mit El Puente de Sabiñánigo das alte Sabiñánigo. Erst mit dem Bau der Bahnstrecke Saragossa–Canfranc im 20. Jahrhundert wuchs um den Bahnhof der heutige Ort Sabiñánigo, ursprünglich als Bahnhofsviertel (spanisch: Barrio de la Estación) bezeichnet.